# Viola diversifolia
Viola diversifolia är en violväxtart som först beskrevs av Dc., och fick sitt nu gällande namn av Wilhelm Becker. Viola diversifolia ingår i släktet violer, och familjen violväxter. Inga underarter finns listade i Catalogue of Life.

## Bildgalleri

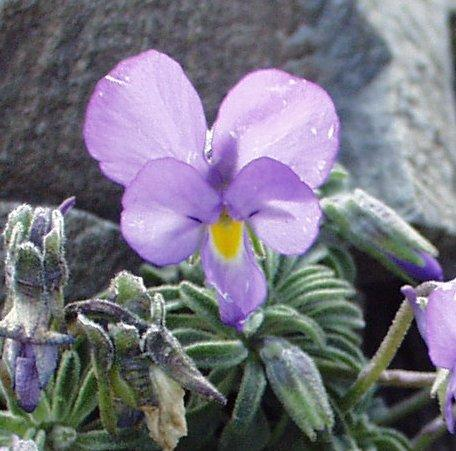
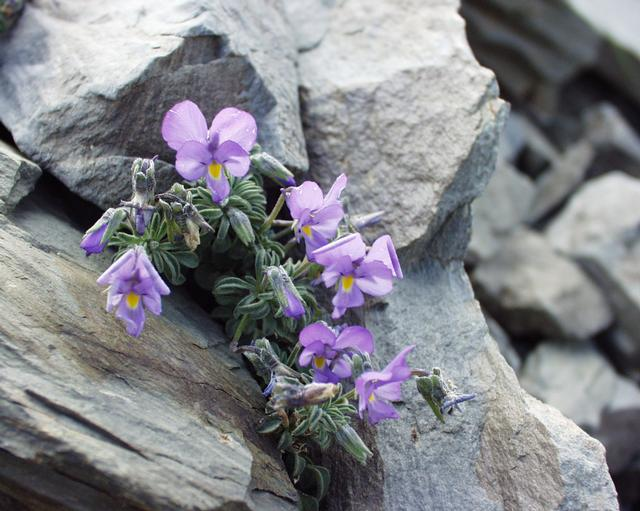
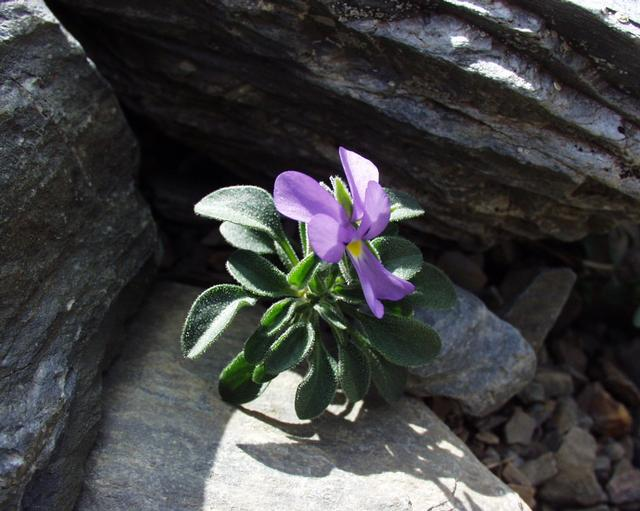
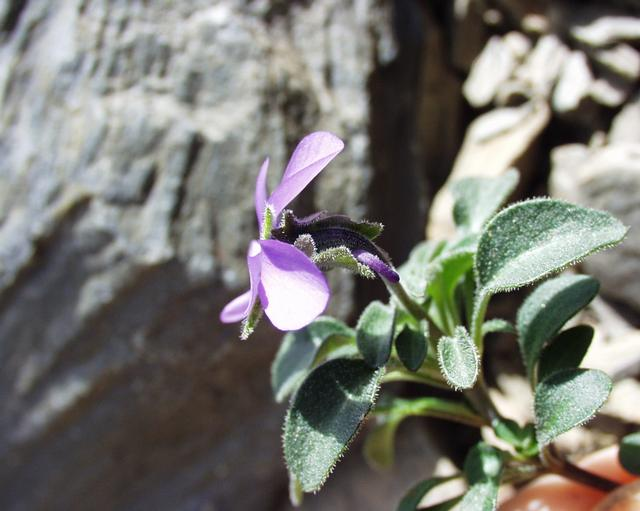
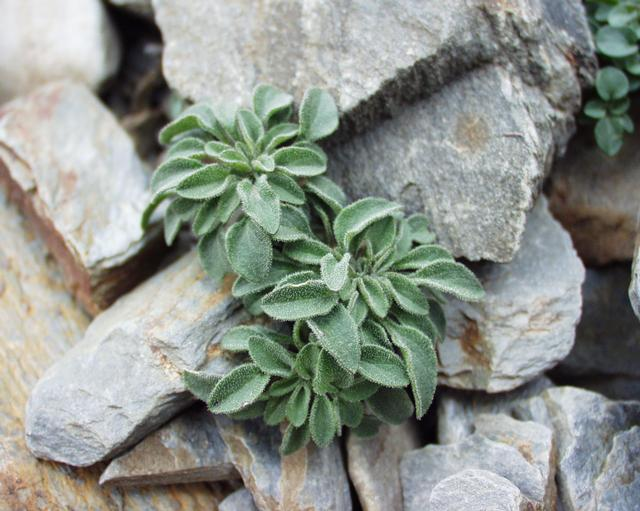
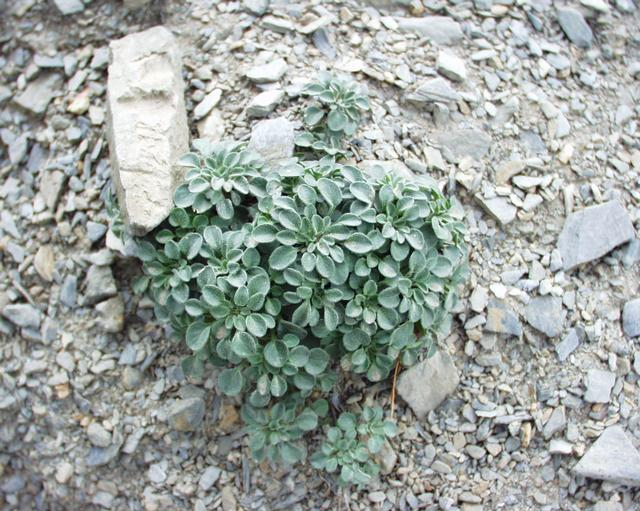